# Vanailson Luciano de Souza Alves
Vanailson Luciano de Souza Alves (Planaltina, Distrito Federal, 25 de abril de 1991), más conocido como Vaná, es un futbolista brasileño que juega de Guardameta en el Aris de Limassol de la Primera División de Chipre.

## Carrera
Viniendo de Planaltina, Vaná fue revelado por deporte base del Coritiba. Antes de ir al equipo profesional, fue cedido a tres equipos: Canoas, Ulbra y Chapecoense para ganar experiencia. 

## Palmarés

### Títulos regionales
| Título                | Club     | País   | Año  |
| --------------------- | -------- | ------ | ---- |
| Campeonato Paranaense | Coritiba | Brasil | 2013 |

### Títulos nacionales
| Título                     | Club             | País     | Año  |
| -------------------------- | ---------------- | -------- | ---- |
| Primeira Liga              | F. C. Porto      | Portugal | 2018 |
| Supercopa de Portugal      | F. C. Porto      | Portugal | 2018 |
| Primera División de Chipre | Aris de Limassol | Chipre   | 2023 |
| Supercopa de Chipre        | Aris de Limassol | Chipre   | 2023 |